# Сатирикон (фильм Федерико Феллини)
«Сатирикон Феллини» (итал. Fellini — Satyricon) — кинофильм Федерико Феллини по мотивам одноимённого романа Петрония.

## Сюжет
Сюжет романа Гая Петрония сильно изменён режиссёром. Однако как и в первоисточнике, действие разворачивается в эпоху правления Нерона вокруг красивого юноши Энколпия, ищущего своего молодого любовника, сбежавшего с их общим другом, пошляком и развратником Аскилтом.
Феллини довольно свободно интерпретирует книгу, смело расставляет акценты там, где это ему более интересно. В образах римской жизни Феллини показывает зрителю современную реальность.

## В ролях
- Мартин Поттер — Энколпий
- Хирам Келлер — Аскилт
- Макс Борн — Гитон
- Сальво Рандоне — Эвмолп
- Марио Романьоли — Трималхион
- Магали Ноэль — Фортуната
- Капучине — Трифена
- Ален Кюни — Лика
- Лючия Бозе — матрона
- Гордон Митчелл — грабитель
- Дониел Луна — Эноти
- Фанфулла  — Верначчио

## Спор из-за названия
Одновременно с Феллини над собственной версией «Сатирикона» начал работу Альфредо Бини, известный в первую очередь тем, что до конца 60-х гг. являлся бессменным продюсером Пьера Паоло Пазолини, а также как основатель и владелец студии Arco Film, на которой Пазолини снял все свои ранние кинокартины.
Альберто Гримальди подал в суд, требуя, чтобы Бини прекратил производство, но Бини доказал, что планировал экранизацию романа Петрония ещё с 1962 года, и тогда же зарегистрировал название «Сатирикон».
В результате Гримальди и Феллини не только не удалось помешать созданию фильма-конкурента, но и пришлось искать новое название для своего собственного. Перебрав большое количество вариантов, они решили просто включить в название имя Феллини.
Позднее кинокампания United Artists, для которой Феллини снимал свою версию «Сатирикона», выкупила права на международный прокат фильма Бини/Полидоро и выпустила его на экраны только три года спустя, предварительно сменив его название на «The Degenerates».

## Награды и номинации

### Номинации
- 1971 — Премия «Оскар»
  - Лучший режиссёр — Федерико Феллини
- 1970 — Премия «Золотой глобус»
  - Лучший фильм на иностранном языке